# بطولة باوليستا 1917
بطولة باوليستا 1917 ، التي نظمتها APEA (Associação Paulista de Esportes Atléticos)، كانت الموسم السادس عشر من دوري كرة القدم الأعلى في ساو باولو. فاز باوليستانو باللقب للمرة الخامسة. وكان هداف البطولة هو آرثر فريدينرايش لاعب نادي إيبيرانجا ، برصيد 15 هدفًا.